# Ježíšova armáda
Ježíšova armáda s formálním názvem Církev Bratrstva Ježíšova je křesťanské evangelikální hnutí, vzniklé v šedesátých letech 20. století ve Velké Británii. I když se hnutí primárně nechápe jako nové náboženské hnutí a brání se tomuto označení, řadíme jej zde, protože splňuje podmínky pro zařazení.

## Vznik
Původ Ježíšovy armády lze vystopovat až do roku 1967, kdy byl pokřtěn Duchem svatým baptistický pastor Noel Stanton a několik členů jeho církve v northamptoshirském Bubrooku a začali hovořit duchovními jazyky, uzdravovat a s novým nadšením a účinností kázat evangelium. Postupně se k Stantonovi přidávali další věřící a kongregace se tak rozrostla v komunitu, která chtěla žít společně, proto jim nestačil tamější kostel a přikoupili přilehlé budovy. Dnes jim patří mnoho budov a např. instalatérské firmy či velkoobchody se zdravou výživou.
Ježíšova armáda je veřejnosti známá především díky pomalovaným autobusům a ošacení svých stoupenců, kteří příležitostně oblékají maskovací bundy s nápisy Jesus Army. Takto oblečeni jezdívají ve svých autobusech do městských center, kde šíří svou víru a snaží se získávat pro své společenství nové členy, zejména mezi chudými obyvateli Anglie.
V roce 1986 byla Ježíšova armáda vyloučena z Baptistické unie i z Protestantské aliance zejména kvůli zasadám komunálního života. Do Protestantské aliance však byla před několika lety znovu přijata.

## Náboženská praxe a věrouka
Členové Ježíšovy armády mohou žít sami nebo v komunitě. Životu v komunitě dává přednost cca 600 stoupenců, což je zhruba čtvrtina aktivních věřících. V komunitě se dělí prakticky o vše. Nepoužívají televizi a většinou neposlouchají jinou hudbu než křesťanskou. Nedovoluje se sdílení společného lože nesezdaného páru, manželské dvojice tomuto pravidlu nepodléhají. Neslaví Vánoce, jelikož je považují za pohanský svátek. [zdroj?]
Hnutí pečlivě dbá o své výdaje. Eviduje veškeré účty a členové, kteří opustí Ježíšovu armádu, dostávají peníze darované komunitě často zpět.
Učení Ježíšovy armády a její věrouka se nijak výrazně neliší od historické křesťanské víry.